# Perrinia concinna
Perrinia concinna is een slakkensoort uit de familie van de Chilodontaidae. De wetenschappelijke naam van de soort is voor het eerst geldig gepubliceerd in 1864 door A. Adams.